# فريتز فوندرليش
فريتز فوندرليش (بالألمانية: Fritz Wunderlich) (و. 1930 – 1966 م) هو مغني أوبرا، ومغني ألماني، ولد في كوزل، توفي في هايدلبرغ، عن عمر يناهز 36 عاماً.

## التعليم
تعلم في جامعة فرايبورغ للموسيقى ‏.

## وصلات خارجية
- فريتز فوندرليش على موقع IMDb (الإنجليزية)
- فريتز فوندرليش على موقع مونزينجر (الألمانية)
- فريتز فوندرليش على موقع ميوزك برينز (الإنجليزية)
- فريتز فوندرليش على موقع أول ميوزيك (الإنجليزية)
- فريتز فوندرليش على موقع ديسكوغز (الإنجليزية)
- فريتز فوندرليش على موقع قاعدة بيانات الفيلم (الإنجليزية)